# Kurt Häussermann
Kurt Häussermann (* 1915 in Stuttgart; † 12. April 1990 ebenda) war ein deutscher Unternehmer und Erfinder.

## Leben
Kurt Häussermann studierte 1934 bis 1939 an der Technischen Hochschule Stuttgart Maschinenbau und promovierte an der Materialprüfungsanstalt der Technischen Hochschule Stuttgart unter Professor Siebel mit der Dissertation Entwicklung von Laschen-Gelenken aus Federbandstahl über die dynamischen Eigenschaften von Federstählen. Seit dem Studium war er Mitglied der Burschenschaft Alemannia Stuttgart.
1939 wurde Kurt Häussermann Technischer Leiter der August Häussermann Lamellen- und Kupplungsbau LuK GmbH in Esslingen bei Stuttgart, dem Unternehmen seines Vaters.
In Kooperation mit führenden Deutschen Stahlwerken entwickelte Kurt Häussermann nach dem Zweiten Weltkrieg den Chrom-Vanadium-Stahl 51CrV4, um daraus federnde, dynamisch hoch beanspruchte Bauteile wie Tellerfedern zu fertigen. Heute ist die Verwendung von 51CrV4 für Tellerfedern weltweiter Standard.
Kurt Häussermann erkannte Ende der 1950er Jahre, dass die bislang übliche Druckfedertechnologie durch eine Tellerfederlösung radikal verbessert werden konnte und führte so die erste europäische Tellerfederkupplung ein. Diese wurde schnell Grundlage der meisten Kfz-Kupplungen weltweit. Kurt Häussermann konstruierte  und lieferte außerdem die erste Tellerfeder-Doppelkupplung für Traktoren,  Erstkunde war 1960 die Firma Porsche-Diesel in Friedrichshafen.
Kurt Häussermann meldete im Lauf seiner Karriere über 150 Patente an. Er starb 1990 in Stuttgart.